# Idaea remissata
Idaea remissata är en fjärilsart som beskrevs av Fuchs 1902. Idaea remissata ingår i släktet Idaea och familjen mätare. Inga underarter finns listade i Catalogue of Life.